# Micropsectra fusca
Micropsectra fusca är en tvåvingeart som först beskrevs av Johann Wilhelm Meigen 1804.  Micropsectra fusca ingår i släktet Micropsectra och familjen fjädermyggor. Arten är reproducerande i Sverige. Inga underarter finns listade i Catalogue of Life.